# Дніпровська волость
Дніпровська волость — адміністративно-територіальна одиниця Мелітопольського повіту Таврійської губернії.
Станом на 1886 рік складалася з 1 поселення, 1 сільської громади. Населення — 4653 особи (2308 чоловічої статі та 2345 — жіночої), 659 дворових господарств.
|                     | Площа, десятин | У тому числі орної, десятин |
| ------------------- | -------------- | --------------------------- |
| Сільських громад    | 12396          | 12131                       |
| Приватної власності | —              | —                           |
| Іншої власності     | 33             | 28                          |
| Загалом             | 12429          | 12159                       |

Поселення волості:
- Дніпровка — село поблизу Дніпра за 95 верст від повітового міста, 4653 особи, 659 дворів, православна церква, школа, 5 лавок, 2 бондарні, колесня, 2 ярмарки: 1 березня та 20 червня.